# Reypenaer
Reypenaer is een overjarige Goudse kaas die in Woerden wordt gerijpt door de familie Van den Wijngaard in een historisch kaaspakhuis aan de Utrechtsestraatweg 19 in Woerden. Het pand is een rijksmonument. In Amsterdam is er voor toeristen een speciaal proeflokaal van Reypenaer.

## Geschiedenis
In 1934 werd begonnen met de handel in kaas, die Piet van den Wijngaard kreeg in ruil voor kruidenierswaren. Deze kaas werd opgeslagen in een kaaspakhuis langs de Oude Rijn. Zijn zoon Jan van den Wijngaard specialiseerde zich vervolgens in het rijpen van kaas, wat later weer door zijn kinderen werd overgenomen. De Goudse kazen "beginnen" met gepasteuriseerde melk op een kaasmakerij in Noord-Holland, de geitenkazen op een boerderij in Staphorst of Rouveen. De kazen worden vervolgens naar Woerden gebracht om te rijpen.

## Rijping
De kaas wordt met buitenlucht gelucht en wekelijks met de hand gekeerd. Door de natuurlijke variatie in temperatuur en luchtvochtigheid, die met de hand wordt geregeld door het openen van luiken en ramen door de kaasmeester, wordt de kaas gerijpt.

## Kaasmes
Om de oude kaas in dunne plakjes te kunnen snijden, is er een speciaal kaasmes gemaakt, dat samen met de kaas wordt verkocht. Dit mes wordt Le Guillotin genoemd.
In 2005, 2007 en 2009 werd Reypenaer verkozen tot Supreme Champion van de International Cheese Show.

## Soorten
- Reypenaer, een jaar gerijpte Goudse kaas
- Reypenaer VSOP, twee jaar gerijpte kaas
- Reypenaer XO Reserve, een 2,5 jaar gerijpte kaas